# Она улыбается, она в западне!
«Она улыбается, она в западне!» (хинди हंसी तो फंसी, Hasee Toh Phasee; альтернативное название «Она улыбается — значит влюбляется», на канале Индия ТВ демонстрируется под названием «Сестра невесты») — индийская романтическая комедия, снятая режиссёром Винилом Мэтью и спродюсированная Караном Джохаром и Анурагом Кашьяпом. Главные роли исполнили Паринити Чопра, Сидхартх Мальхотра и Ада Шарма. Фильм вышел в прокат 7 февраля 2014 года и получил положительные отзывы критиков. Картина стала коммерчески успешной, собрав 374 млн рупий в Индии и 620 млн рупий (10 млн долларов) по всему миру.

## Сюжет
У Никхила всего неделя на то, чтобы доказать, что он достоин жениться на Каришме. Однажды он встречает сестру своей невесты Миту, которую видел один раз семь лет назад. Они начинают много времени проводить вместе, а в день свадьбы понимают, что влюблены друг в друга…

## В ролях
- Сидхартх Малхотра — Никхил Бхардвадж
- Паринити Чопра — доктор Мита Соланки
- Ада Шарма — Каришма Соланки
- Манодж Джоши — отец Миты и Каришмы
- Шарат Саксена — отец Никхила
- Нина Кулкарни — мать Никхила
- Самир Шарма — брат Никхила
- Анил Манге — Абхинандан
- Бобби Дарлинг — камео в песне «Drama Queen»
- Сунил Упадхиай — Салим
- Самир Кхакхар

## Производство
Продюсерский дом Карана Джохара Dharma Productions финансировала фильм вместе с другой кинокомпанией Phantom Productions, во главе которой четыре режиссёра: Анураг Кашьяп, Викрамадитья Мотване, Викас Бехл и Мадху Мантена.
Анураг Кашьяп очень довольный своим проектом говорит: «В фильме задействованы свежие лица, от которых требовалась сильная химия и профессиональная игра. После нескольких месяцев поиска актеров мы выбрали Паринити и Сидхартха». Винил Мэтью хотел, чтобы за семилетний период, показанный в фильме, у главной героини были разные прически.
Съемки начались 18 апреля 2013 года. Сидхартх Мальхотра, исполняющий роль человека из среднего класса, сказал о режиссёре: «Он профессионал и точно знает чего хочет. За два месяца до начала съемок Винил заставлял нас много репетировать. Так что первый день работы не чувствовался, как первый». В интервью Сидхартх сообщал, что играет персонажа заметного, потерянного и сентиментального, который встречает немного сумасшедшую девушку. Актриса Паринити Чопра заявила, что её персонаж был довольно сложным. Первый совместный проект двух протагонистов. Тот факт, что актриса Ада Шарма тоже была частью фильма в роли одной из главных героинь, должен был оставаться секретом, так как продюсеры хотели сделать официальное объявление об этом. Однако позже все выяснилось, поскольку Шарма была замечена в съемках в Бандре, пригороде западной части Мумбаи.

## Саундтрек
Вся музыка написана дуэтом композиторов Вишал—Шекхар.
| №                   | Название               | Текст песни         | Исполнители                   | Длительность |
| ------------------- | ---------------------- | ------------------- | ----------------------------- | ------------ |
| 1.                  | «Punjabi Wedding Song» | Амитабх Бхаттачарья | Сунидхи Чаухан, Бенни Даял    | 3:52         |
| 2.                  | «Shake It Like Shammi» | Амитабх Бхаттачарья | Вишал Дадлани, Бенни Даял     | 3:24         |
| 3.                  | «Drama Queen»          | Амитабх Бхаттачарья | Шрея Гхошал, Вишал Дадлани    | 3:19         |
| 4.                  | «Manchala»             | Амитабх Бхаттачарья | Шафкат Аманат Али, Нупур Пант | 3:47         |
| 5.                  | «Zehnaseeb»            | Амитабх Бхаттачарья | Чинмайи, Шекхар Равджиани     | 3:35         |
| 6.                  | «Ishq Bulaava»         | Кумар               | Санам Пури, Шипра Гоял        | 5:02         |
| 7.                  | «Drama Queen» (Remix)  | Амитабх Бхаттачарья | Шрея Гхошал, Вишал Дадлани    | 2:00         |
| Общая длительность: | Общая длительность:    | Общая длительность: | Общая длительность:           | 24:59        |